# Zelnicemeggy
A zelnicemeggy vagy zselnicemeggy (Prunus padus) a rózsavirágúak (Rosales) rendjébe, ezen belül a rózsafélék (Rosaceae) családjába tartozó faj. A Padus alnemzetség típusfaja.
Népies nevei még: csórmány, gerézdes-, kutya-, madár-, vad- vagy zsidócseresznye, gyöngyvirágfa, májusfa, tyúkszemfa, zelnicze, koczérka. 2012-ben az év fája volt.

## Előfordulása
A zelnicemeggy a Balkán és a mediterráneum kivételével Európában folyók, patakok menti láperdőkben, erdőtársulásokban gyakori. Észak-Ázsia területén is megtalálható. Magyarországon szórványosan az északi és keleti hegyvidékeken, főleg erdős völgyekben fordul elő. Kedvelt kerti növény. A Mátrában megtalálhatóak állományai.

## Változatai
- Prunus padus var. commutata
- Prunus padus var. glauca
- Prunus padus var. laxa
- Prunus padus var. padus
- Prunus padus var. pubescens
- Prunus padus var. seoulensis

## Megjelenése
A zelnicemeggy lombhullató fa (ritkán cserje), magassága 10–17 méter. Koronája kúp alakú, erősen megnyúlt, később oszlop alakúvá és boltozatossá válik. A kéreg sima, sötét barnásszürke vagy csaknem fekete, megdörzsölve meglehetősen kellemetlen szagú. A levelek szórt állásúak, fordított tojás alakúak vagy elliptikus hosszúkásak, rövid, de karcsú hegyben végződnek. Válluk rendszerint kerek, csak ritkán szív alakú; 5–9 centiméter hosszúak és körülbelül 3–7 centiméter szélesek, finoman fogazott szélűek, felül fénytelen sötétzöldek, fonákjuk világosabb és olykor elszórtan szőrös. Megkülönböztető jel a levéltőben a szár két oldalán található egy-egy nektármirigy. Fehér virágai elálló vagy lehajló fürtökbe tömörülnek, illatosak. A csonthéjas termések gömb alakúak vagy kissé hosszúkásak, feketék.

## Életmódja
A zelnicemeggy a mély rétegű, tápanyagban gazdag és nyirkos talajokat kedveli. Virágzási ideje április–május között van.

## Felhasználása
Egyes helyeken - Hérodotosz beszámolója szerint - ősidők óta fogyasztják, de a levelekben, a szárakban és a termésekben különböző glikozidokat, prulaurazint és amigdalint tartalmaz, amelyek egyes emlősökre mérgezők lehetnek.

## Képek

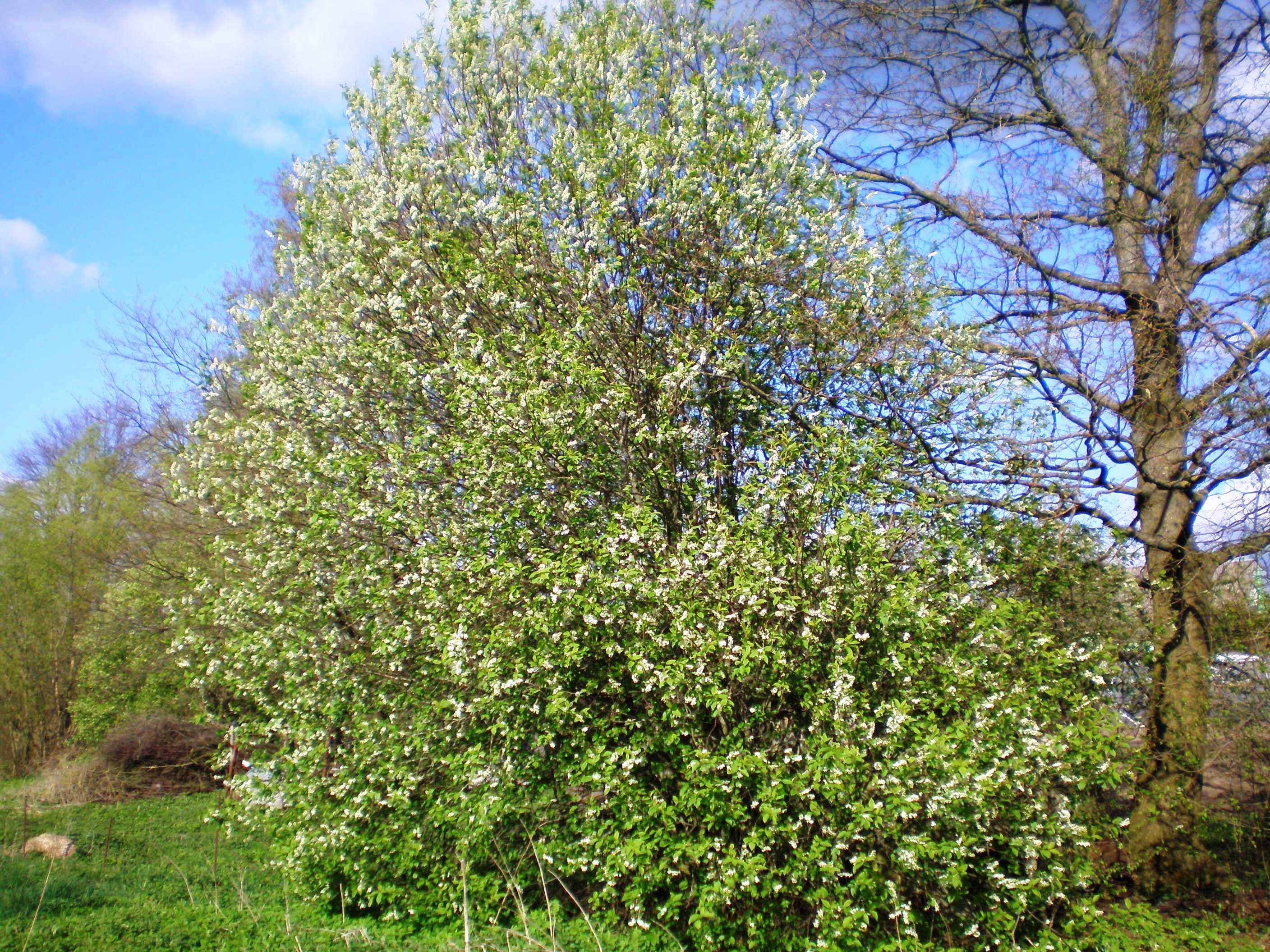
A növény
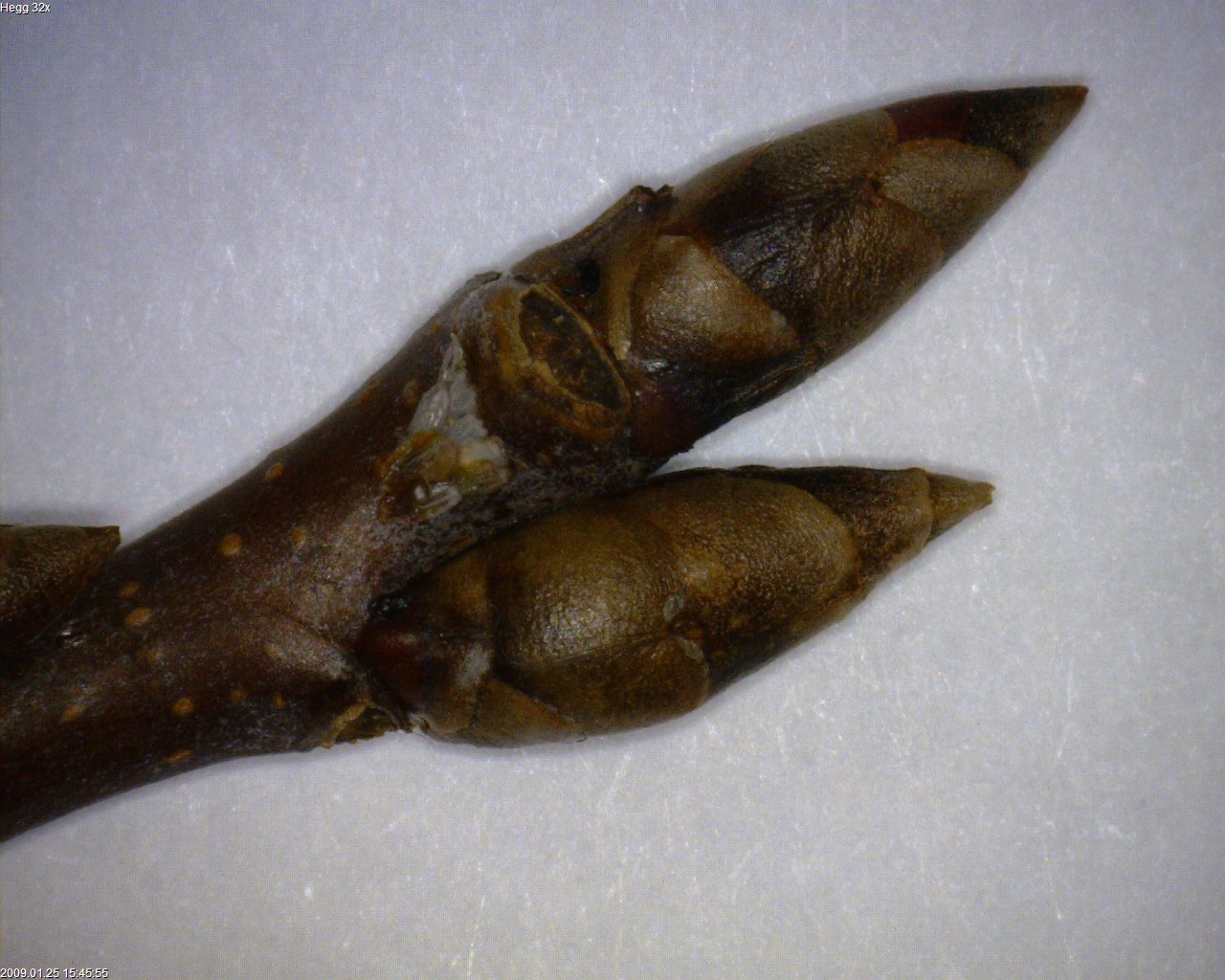
Rügyei
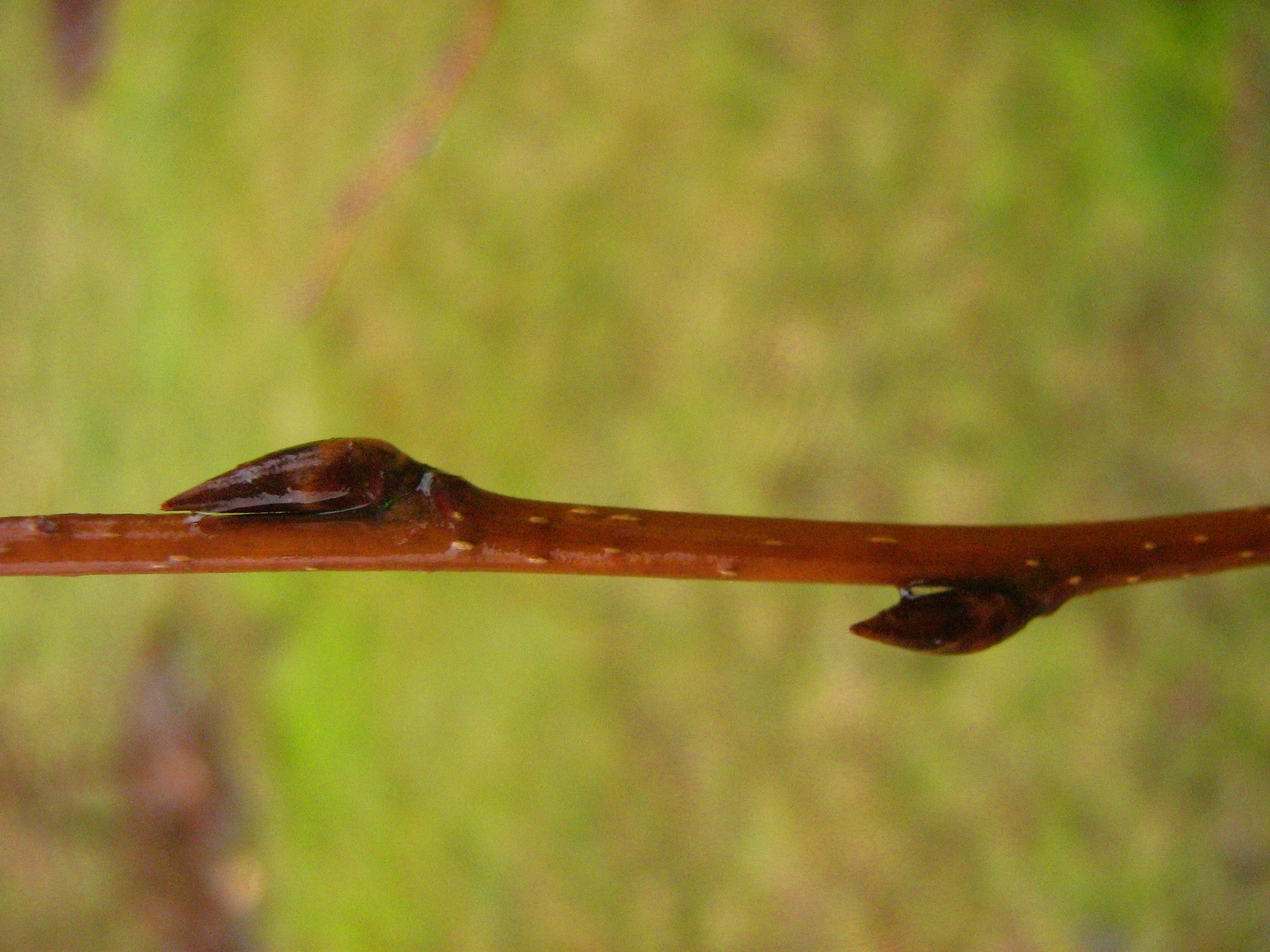
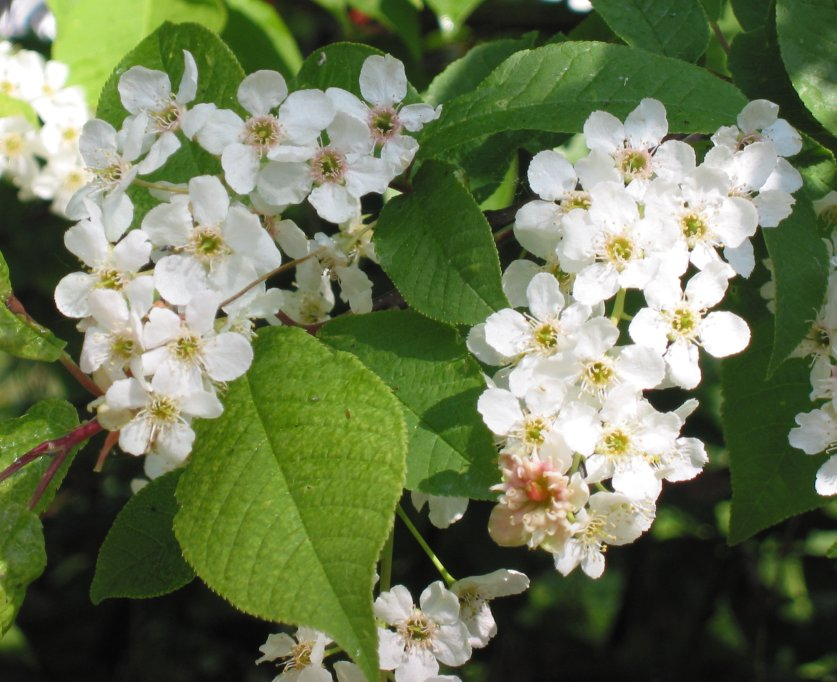
A virágai
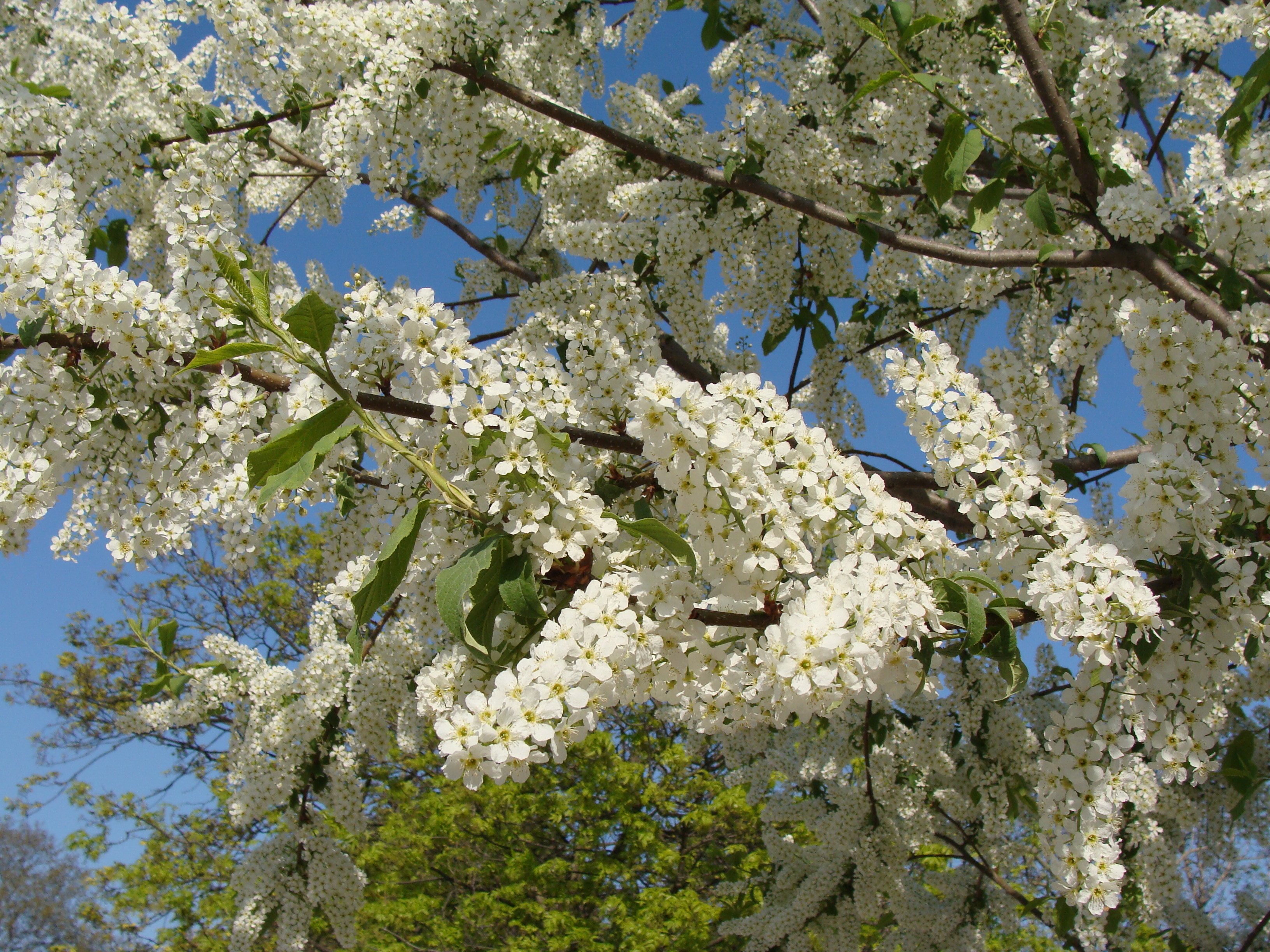
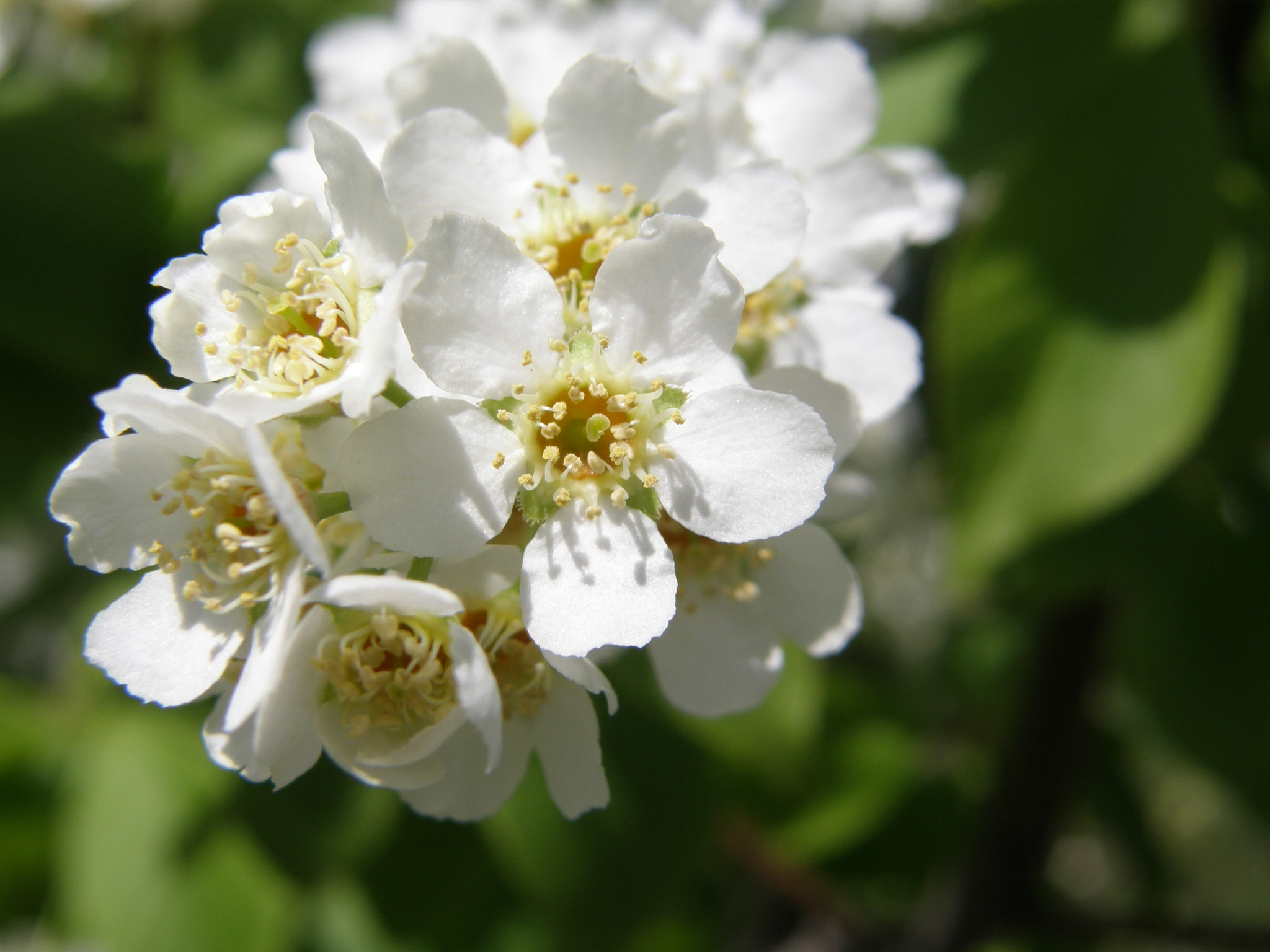
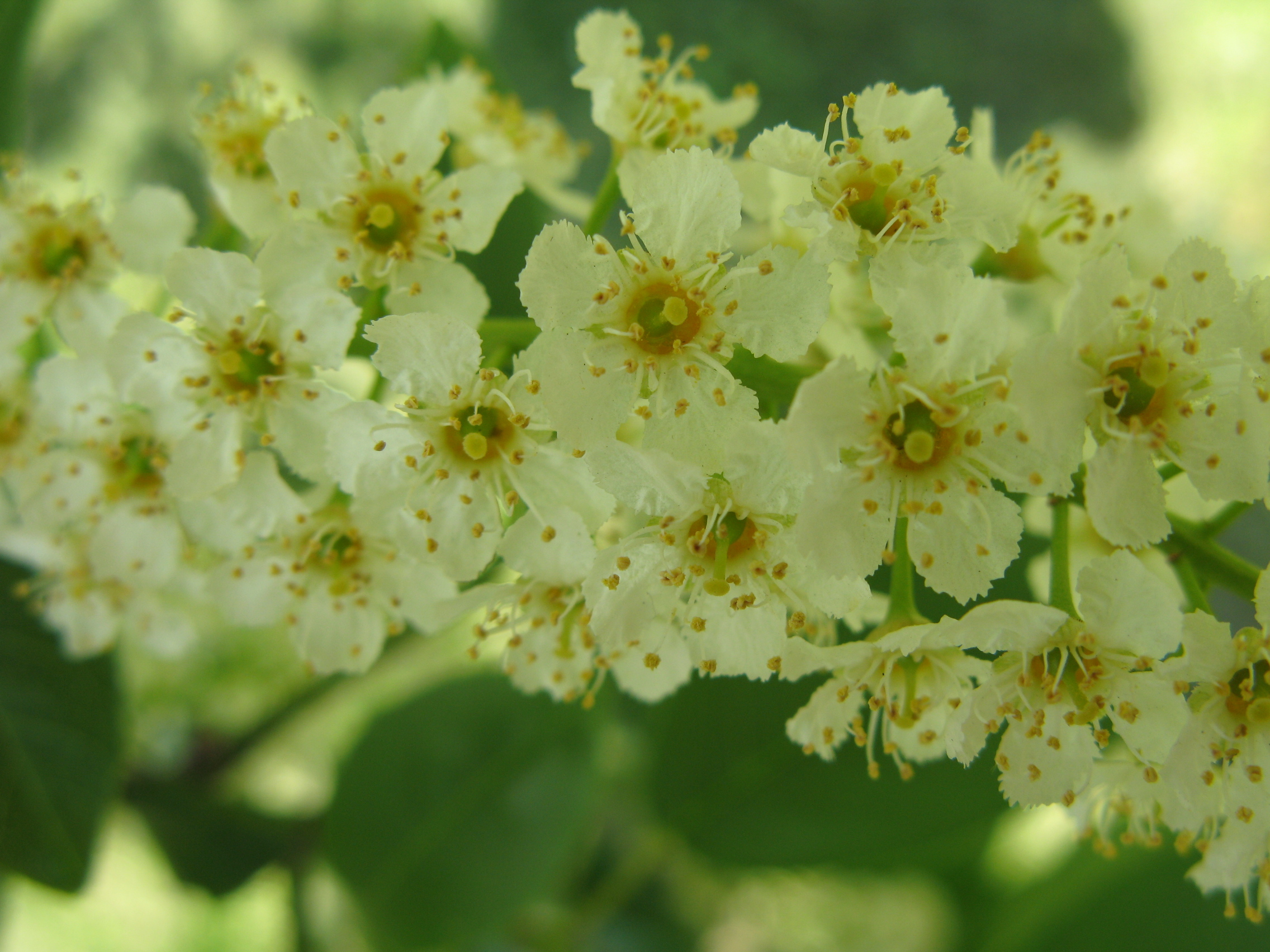
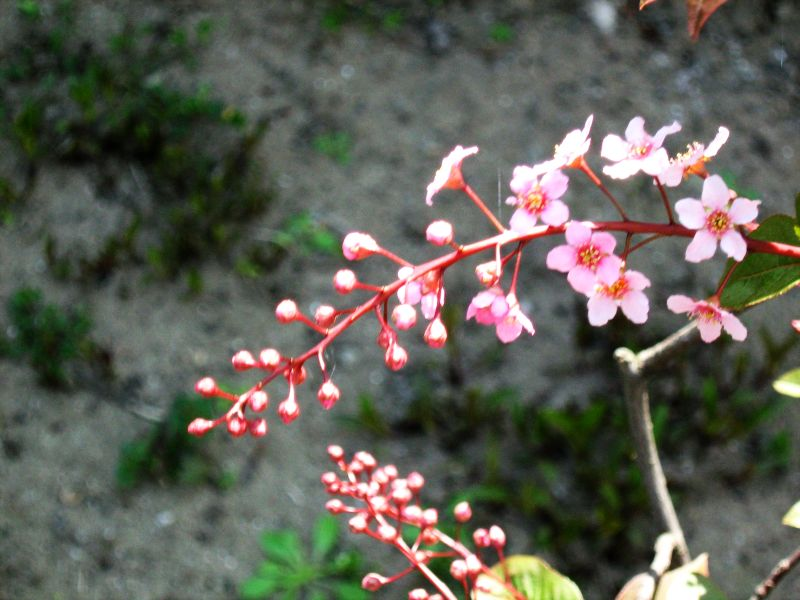
Prunus padus L. 'colorata' virágok
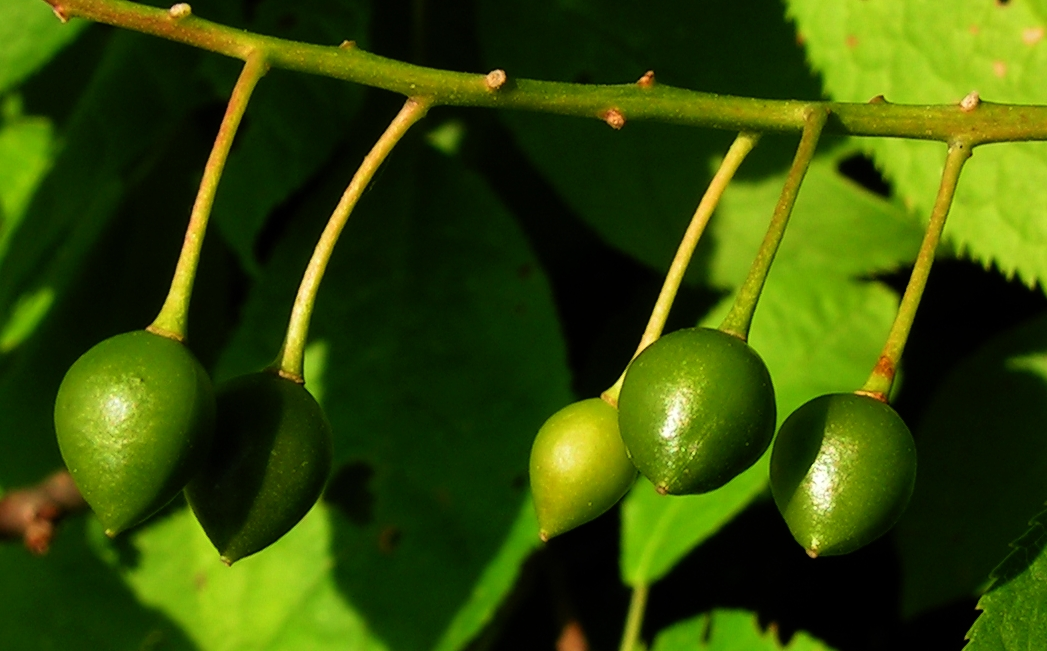
Éretlen termések
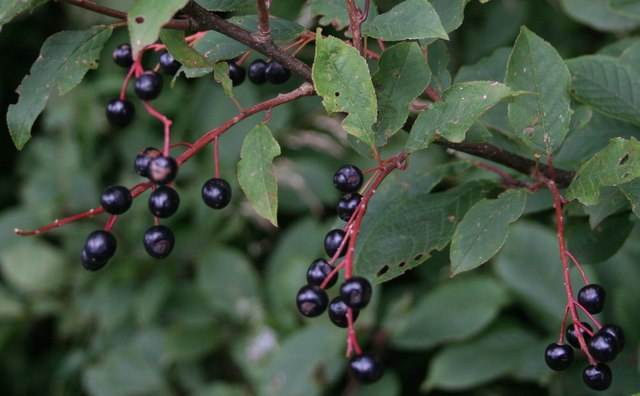
Érett termések
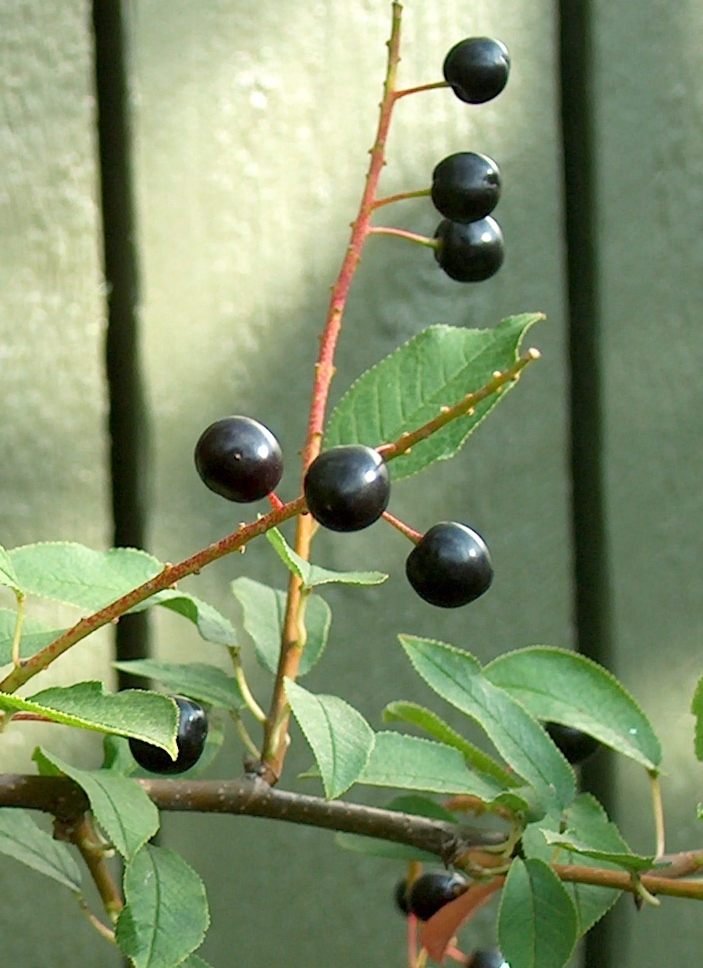
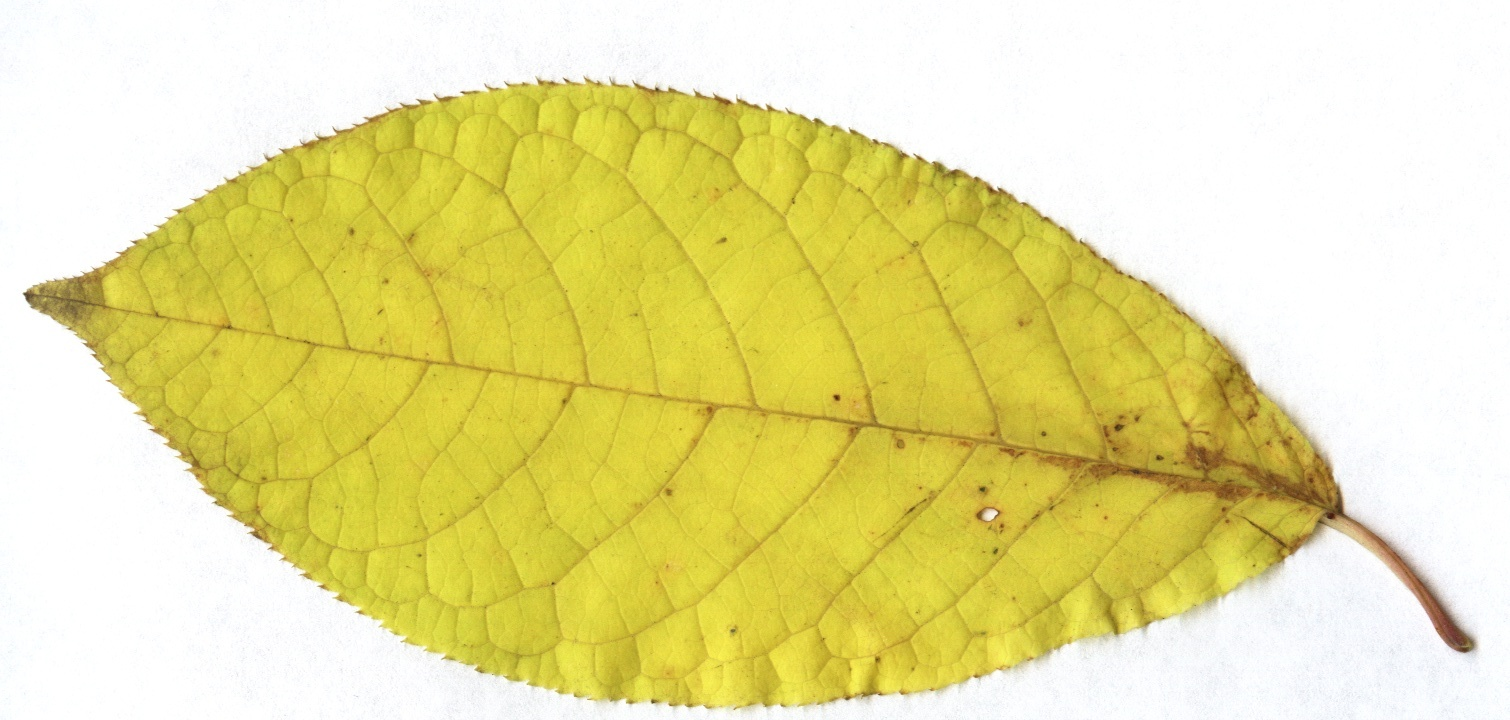
Levele ősszel
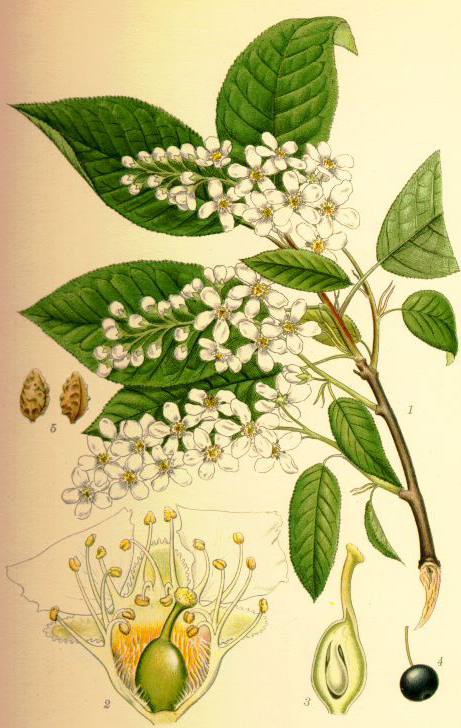
Rajz a növény részeiről
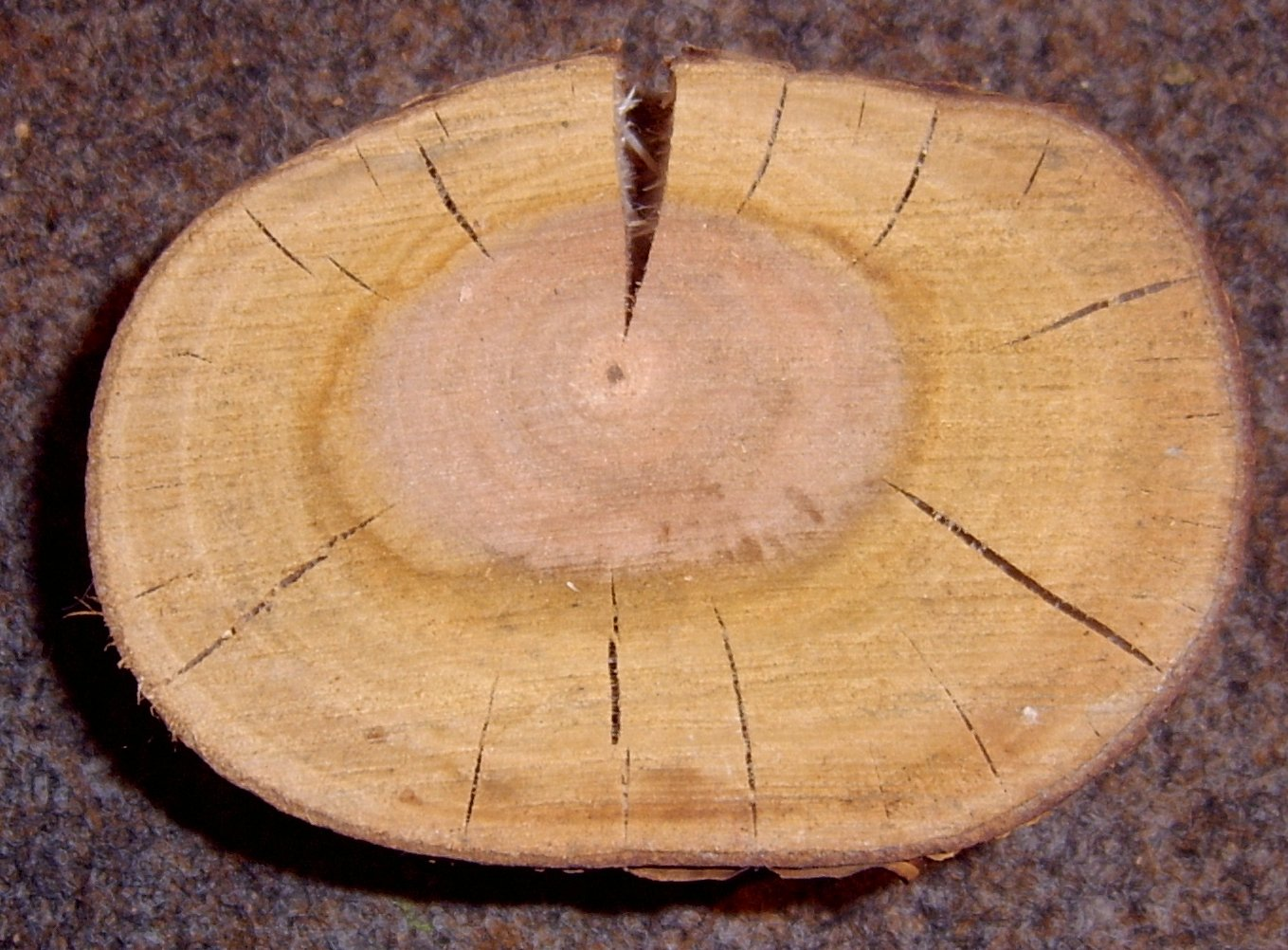
A fája